# Serra do Navio
Serra do Navio, amtlich portugiesisch Município de Serra do Navio, ist eine Gemeinde im brasilianischen Bundesstaat Amapá. Die Bevölkerungszahl wurde 2024 auf 4986 Einwohner geschätzt, die auf einer Gemeindefläche von rund 7713 km² leben und Serranavienser  (serranavienses) genannt werden. Sie steht an 14. Stelle der 16 Munizips des Bundesstaates. Die Entfernung zur Hauptstadt Macapá beträgt rund 141 km. Sie ist wegen Manganfunden bekannt.

## Geographie
Umliegende Gemeinden sind Oiapoque, Calçoene, Pracuúba, Pedra Branca do Amapari und Ferreira Gomes. Der Ort Serra do Navio liegt am südlichen Ende des Gemeindegebietes und linksseitig des Rio Amapari, der in den Atlantik entwässert. Das Biom ist tropischer Regenwald.
Die Gemeinde hat tropisches Klima, Af nach der Klimaklassifikation nach Köppen und Geiger. Die Durchschnittstemperatur ist 26,1 °C. Die durchschnittliche Niederschlagsmenge liegt bei 2456 mm im Jahr.

## Geschichte
Der Ort hieß zunächst Água Branca do Amapari und wurde am 17. März 1992 aus Macapá als eigenes Munizip ausgegliedert. Die Umbenennung in Serra do Navio erfolgte am 22. Juni 1993.

## Bevölkerung
Von den laut der Volkszählung im Jahr 2010 4380 Einwohnern lebten 1805 im ländlichen Raum und 2575, rund 59 %, im urban bebauten Ortsbereich. Rechnerisch ergibt sich eine Bevölkerungsdichte von 0,6 Einwohnern pro km². Rund 36,6 % der Bevölkerung waren 2010 Kinder und Jugendliche bis 15 Jahre.
| Jahr | Einwohner |
| 1991 | 1.838     |
| 2000 | 3.293     |
| 2010 | 4.380     |
| 2022 | 4.673     |
| 2024 | 4.986     |
| Hier fehlt eine Grafik, die leider im Moment aus technischen Gründen nicht angezeigt werden kann. Wir arbeiten daran! |           |

## Ethnische Zusammensetzung
Ethnische Gruppen nach der statistischen Einteilung des IBGE (Stand 2010 mit 4380 Einwohnern):
| Gruppe    | Anteil (2010) | Anmerkung                        |
| --------- | ------------- | -------------------------------- |
| Brancos   | 1.089         | Weiße, Nachfahren von Europäern  |
| Pardos    | 3.093         | Mischrassige, Mulatten, Mestizen |
| Pretos    | 195           | Schwarze                         |
| Amarelos  | 3             | Asiaten                          |
| Indígenas | 0             | indigene Bevölkerung             |

Bei der Volkszählung im Jahr 2000 waren noch 33 Indigene erfasst.

## Söhne und Töchter der Stadt
- Fernanda Takai (* 1971), Sängerin